# Gmina Zavalinë
Gmina Zavalinë (alb. Komuna Zavalinë) – gmina  położona w środkowej części Albanii. Administracyjnie należy do okręgu Elbasan w obwodzie Elbasan. W 2011 roku populacja gminy wynosiła 1622 w tym 790 kobiet oraz 832 mężczyzn, z czego Albańczycy stanowili 93,16% mieszkańców.
W skład gminy wchodzi sześć miejscowości: Zavalinë, Seltë, Kamiçan, Jeronishtë, Nezhan, Burishtë.